# Grabowo (stacja kolejowa w powiecie ostrołęckim)
Grabowo – stacja kolejowa w Olszewie-Borkach na linii kolejowej nr 35, w województwie mazowieckim, w Polsce.
Stacja została ponownie otwarta dla ruchu pasażerskiego  w dniu 11 czerwca 2023 roku.